# Wolfram(V)-bromid
Wolfram(V)-bromid ist eine anorganische chemische Verbindung des Wolframs aus der Gruppe der Bromide.

## Gewinnung und Darstellung
Wolfram(V)-bromid kann durch Reaktion von Wolfram mit Brom bei 600–1000 °C gewonnen werden. Je nach Reaktionsbedingungen entsteht auch Wolfram(VI)-bromid und etwas Wolframoxidbromid WOBr4. Dann muss Wolfram(V)-bromid durch Sublimation und gleichzeitige Zersetzung des Wolfram(VI)-bromid gereinigt werden.
{\displaystyle \mathrm {2\ W+5\ Br_{2}\longrightarrow 2\ WBr_{5}} }
Es kann auch durch Reduktion von Wolfram(VI)-chlorid mit Bromwasserstoff gewonnen werden.

## Eigenschaften
Wolfram(V)-bromid ist ein dunkelgrauer, äußerst hydrolyseempfindlicher Feststoff mit grün schimmernden Kristallen. Bei Kontakt mit Wasser erfolgt Zersetzung. Er ist in trockenem Ether, Benzol, Toluol und Kohlenstoffdisulfid gut mit roter Farbe löslich. In Tetrachlorkohlenstoff und Trichlormethan löst er sich weniger gut.